# 아자이 나가마사
아자이 나가마사(일본어: 浅井 長政, 덴분 14년(1545년) ~ 덴쇼 원년 음력 9월 1일(1573년 9월 26일))는 센고쿠 시대부터 아즈치모모야마 시대까지의 무장이다. 기타 오미 센고쿠 다이묘. 아자이 가문 4대 당주. 그의 부인은 오다 노부나가(織田信長)의 동생인 오이치(お市)이다. 특히 그의 딸들인 요도(淀), 조코인, 스겐인은 각각 도요토미 가문, 교고쿠 가문, 도쿠가와 가문과 혼인을 하였고, 이들은 '아자이 3자매'로 불렸다.

## 생애

### 가문 상속 이전
덴분 14년(1545년)에 아자이 히사마사(浅井久政)의 적자로 오미(현재의 시가현)에서 태어났다.
당시, 아자이 가문은 초대 당주 아자이 스케마사(浅井亮政) 때의 세력을 잃고 롯카쿠 가문의 신하가 되어 있었다. 그 때문에 나가마사 자신도 생모 오노도노(小野殿)와 함께 롯카쿠 가문의 인질이 되었고 오미 북부의 지배권을 간신히 유지하고 있었다. 가신중에는 히사마사의 소극적인 정책에 반발하는 사람이 많았고 선대에 활약한 무장도 세대 교체 명목으로 천대당하고 있었다.
15세에 나가마사가 당주를 승계하자, 아자이 가문이 롯카쿠의 신하임을 확실히 하기 위해 롯카쿠 요시카타(六角義賢)의 賢자를 따 온 「가타마사」(賢政)로 개명한다. 또, 롯카쿠의 가신인 히라이 사다타케(平井定武)의 딸과 강제로 혼인하였다.
이러한 상황에 불만을 가진 가신들은, 지용이 뛰어난 나가마사에 기대를 걸고 히사마사를 지쿠부섬(竹生島)에 추방하여 실권을 빼았다. 거의 강탈에 가까운 형태로 가문을 상속을 받은 후 롯카쿠 가문과의 관계를 끊기 위해 아내를 돌려보내고, 이름도 나가마사로 고쳤다.

### 오다 가문과 동맹
1560년 즈음(시기 불명) 오다 노부나가는 사이토 가문과의 교착 상태를 타파하기 위해 후와 미쓰하루(不破光治)를 사자로서 보내, 나가마사와 동맹을 제안했다. 아자이 가문에 유리한 조건의 동맹이었지만, 가신 중에서는 찬반이 갈렸고 중신인 엔도 나오쓰네(遠藤直経)도 반대하였다고 한다. 특히 대대로 동맹관계였던 아사쿠라 가문과 노부나가의 사이가 좋지 않다는 것이 최대 문제였다.
「동맹이 있는 한, 오다는 아사쿠라 가문을 공격하지 않겠다. 만약 아사쿠라와 싸우게 될 때에는 반드시 이를 알리겠다.」라는 약속을 받아내고 노부나가의 여동생인 오이치를 아내로 맞아 혼인 동맹을 체결하였다. 이 동맹에 의해서 노부가나는 상경로를 확보해, 아사쿠라 영지에 머물렀던 아시카가 요시아키(足利義昭)를 맞이한다. 그리고 아자이 가문은 오다 가문이라는 유력 가문과 혼인을 해 다른 다이묘를 견제 하였다(오이치와의 혼인을 의논하기 위해 방문한 노부나가를 암살하자는 엔도 나오쓰네의 제의를 나가마사가 거절했다는 설도 있다.). 노부가나는 이 동맹에 매우 만족하여 혼례 비용을 신랑 측에서 준비하는 관례를 깨고, 오다 가문에서 전액 부담했다고 한다(이때 노부나가의 한 자를 따와서 나가마사로 개명했다는 설이 있지만 명확하지는 않다.).
에이로쿠 11년(1568년) 7월, 아사쿠라 가문에 머물던 요시아키는 자신을 위해 상경전을 치르지 않는 아사쿠라에게 실망하여 노부나가에게 의탁하게 된다. 이로 인해, 노부나가는 9월에 교토로의 상경전을 시작하였고 아자이 가문은 숙적인 롯카쿠 가문을 히에이 산(比叡山)에서 이겼다.

### 동맹 파기
겐키 원년(1570년), 노부나가가 나가마사와 주고 받은 「아사쿠라 가문에 대한 부전 맹세」를 파기하고 도쿠가와 이에야스(德川家康)와 함께 에치젠의 아사쿠라 가문의 여러성을 공격한다. 아사쿠라 가문과의 동맹 관계를 중시한 아자이 가문은 오다-도쿠가와 연합군을 뒤에서 급습하였고 노부나가는 궁지에 몰렸다. 어쩔 수 없이 노부가나는 후위 부대인 이케다 가쓰마사(池田勝正) 등의 도움을 받아 간신히 오미를 탈출하였다.
오다 가문과의 동맹을 반대하고 있던 가신들이 아사쿠라 가문 공격시 아자이 가문에 의사를 묻지 않자 아자이 나가마사의 아버지 히사마사를 통해 오다 군을 공격하도록 부추겼다는 이야기도 전해진다. 중신인 아카오(赤尾), 이소노(磯野), 가이호(海北) 가문 등은 공격에 반대했지만, 반 노부나가파 가신들의 행동을 막지 못했다는 이야기도 있다.
동년 6월에는 나가마사는 아사쿠라군과 함께 아네가와에서 오다-도쿠가와 연합군과 싸워 거의 승리할 뻔 하였으나 같이 싸우던 아사쿠라 군이 적군 별동대에게 허를 찔려 패배하게 된다. 아네가와 전투 이후 혼간지(本願寺)·다케다 신겐(武田信玄)·우에스기 겐신(上杉謙信) 등의 여러 다이묘가 노부가나에게 반기를 들었다. 또 도도 다카토라(藤堂高虎)는 아네가와 전투에서 무명 병졸로서 많은 무공을 세워 나가마사의 표창을 받기도 했다.
9월에는, 아사쿠라 군과 엔랴쿠지(延曆寺)의 승려와 제휴하여 다시금 노부가나와 전투를 재개하여 사카모토에서 버티던 모리 요시나리(森可成), 오다 노부하루(織田信治) 등을 죽인다. 하지만 아자이 가문에 협력하였던 엔랴쿠지의 승려들은 1571년 9월에 노부나가에게 몰살되었다.

### 다케다 신겐의 움직임
겐키 3년(1572년) 7월, 노부나가의 5만 대군이 오미를 급습했다. 나가마사는 동맹국인 에치젠의 아사쿠라 요시카게(朝倉義景)에게 15,000 명의 원군을 얻었지만 정면 충돌을 하기에는 절대적으로 군세가 뒤지고 있어 괴로운 상황이었다. 같은 해 9월, 쇼군 아시카가 요시아키의 요청에 응하는 형태로 다케다 신겐이 2만 7,000 명을 이끌고 본거지 가이를 출발하였다. 신겐은 이 시기에 나가마사 부자에게 서신을 보냈다.
그 후, 신겐은 도토미에서 오다-도쿠가와 연합군을 격파하였고 도쿠가와 영지의 미카와로 진격하였다. 나가마사는 오미에 머물렀던 오다 군을 미노로 돌아가지 못하게 붙잡는 역할을 맡게 된다. 오다 군의 물량에 밀려있던 나가마사에 있어서 신겐과의 연합은 반드시 성공시켜야 하는 중요 작전이었다.
그러나 동년 12월, 아사쿠라 요시카게의 군이 군사들의 피로와 폭설을 이유로 에치젠으로 돌아가게 되자 오미에 묶여 있던 오다 군은 미노로 돌아가게 되었다. 아자이의 병력만으로는 퇴각하는 오다 군을 뒤쫓기에는 역부족이었다. 다케다 신겐은 요시카게의 독단에 격노하여 재출병을 재촉하는 편지를 보냈지만, 요시카게는 응하지 않았다. 그런데도 다케다 신겐은 다음 해 2월까지 요시가케를 기다리다가 인내심의 한계를 느끼고 이에야스의 노다성(野田城)을 공략한다. 그러나, 다케다 신겐은 긴 전쟁의 피로, 추위, 요시카게에 대한 실망 등으로 인해 지병이 악화되어 끝내 병사하였다. 다케다군이 퇴각함으로써 포위망이 완전하게 무너져버려 노부나가의 대군이 아자이-아사쿠라 연합을 치는 일이 가능하게 되었다.

### 아자이가 멸망
덴쇼 원년(1573년) 7월, 노부나가는 3만의 군을 인솔해 다시 오미에 쳐들어간다. 나가마사는 아사쿠라 요시카게에게 원군을 요청하여 2만의 군사를 얻지만 오다군의 압도적인 군세에 밀려 오미 북부의 여러 성이 함락되었고, 원군은 싸워보지도 못한 채 에치젠으로 철퇴한다. 노부나가는 아사쿠라 군을 추격 해 섬멸한 후(이치조다니 전투(一乗谷城の戦い)), 아자이 가문으로 공격하게 된다.
이미 나가마사는 변변한 반격도 못한 채 노부가나의 대군에게 거성인 오다니성(小谷城)이 포위되었지만, 노부가나는 단번에 진격하지 않고 여러차례에 걸쳐 항복을 권고한다.
만약 항복을 한다면 야마토에 새로운 영지를 준다는 조건이었다. 배반을 싫어하는 노부나가에 있어서는 파격적인 제안이었다. 후와 미쓰하루, 기노시타 히데요시(木下秀吉) 등도 사자로 보냈지만, 나가마사는 계속 거절해 최종 권고도 결렬했다.
나가마사와 사이가 화목했던 오이치는 운명을 함께할 뜻이었으나, 나가마사의 권고로 친정인 오다 가문으로 돌아갔다. 오이치가 노부나가의 진영에 귀환할 때, 아자이·오다 군도 일체의 공격을 하지 않았다고 전해지고 있다.
결국 동년 9월 1일, 아버지와 함께 자살했으며 향년 29세였다.
일급 사료로 평가되는 신초코기(信長公記)에는, 덴쇼 2년 (1574년) 정월 연회에서 금칠을 한 아사쿠라 요시카게, 아자이 나가마사 부자의 유골을 술잔으로 하여 즐겼다는 기록이 있지만 다른 사료에서는 이 사실이 나타나 있지 않다.

## 가계
- 처
  - 정실：히라이 사다타케의 딸
  - 후처：오이치 (오다 노부나가의 여동생)
  - 측실：야에자쿠라 노호

- 아들
  - 적남：만보쿠마루(萬福丸) - 성의 함락 직후 오다 軍에게 살해당함
  - 차남：이쿠마루(機丸) - 강제로 승려가 되었지만, 그 이후 분고 호소카와 번의 가신이 되어 아자이 가문을 이었다.
  - 長明（七郎）
  - 政治（円寿丸）

- 딸
  - 장녀：자차 - 도요토미 히데요시(豐臣秀吉)의 측실
  - 차녀：하쓰 - 교고쿠 다카쓰구의 정실
  - 삼녀：오에요 - 도쿠가와 히데타다(德川秀忠)의 정실. (법명 : 스겐인)
  - 서녀：구스

## 관련 작품

### 드라마
- 《고우~공주들의 전국~》 (NHK, 2011년, 배우:도키토 사부로)

## 같이 보기
- 나가하마시

| 전임 아자이 히사마사 | 제4대 아자이씨 당주 1560년 ~ 1573년 | 후임 단절 |